# Thestor montanus
Thestor montanus är en fjärilsart som beskrevs av Van Son 1941. Thestor montanus ingår i släktet Thestor och familjen juvelvingar. Inga underarter finns listade i Catalogue of Life.